# Jorge Ruffier Acosta
Jorge Ruffier Acosta (1904 – 5 maart 1975) was een Mexicaans archeoloog die op vele belangrijke archeologische sites in Meso-Amerika heeft gewerkt, met inbegrip van Chichén Itzá, Teotihuacán, Oaxaca, Palenque, Monte Albán en Tula. Zijn opgravingen in Tula bewezen dat de ruïnes die er lagen van de legendarische stad Tollan waren, de hoofdstad van de Toltekenstaat. Hij beïnvloedde ook sterk het culturele behoud in Mexico.